# La laguna della morte
La laguna della morte (Captive Girl) è un film del 1950 diretto da William Berke ed interpretato da Johnny Weissmuller nel ruolo di Jim della giungla.
Quarto film della serie, la pellicola segna la seconda collaborazione di Weissmuller con Buster Crabbe (che gli successo nel ruolo di Tarzan) dopo Fiamme nella jungla (1946). Il film è stata l'unica apparizione cinematografica della campionessa di nuoto e violoncellista Anita Lhoest.

## Trama
Jim viene incaricato di recarsi in un'altra area della giungla per svolgere una doppia missione: deve scortare il capo Mahala, di ritorno dopo aver studiato in Occidente, alla sua tribù per riprenderne il comando e deve investigare su una misteriosa "strega" bionda che ha una tigre come animale domestico. 